# Mean Girls : Lolita malgré moi
Cet article concerne l'adaptation du spectacle en film. Pour la comédie musicale originale, voir Mean Girls (comédie musicale). Pour le film original, voir Lolita malgré moi.
Pour plus de détails, voir Fiche technique et Distribution.
Mean Girls : Lolita malgré moi ou Méchantes ados au Québec (Mean Girls) est un film musical américain réalisé par Samantha Jayne et Arturo Perez Jr., sorti en 2024.
Il s'agit d'une adaptation de la comédie musicale Mean Girls, lancée en 2018 à Broadway, elle-même basée sur le film Lolita malgré moi, réalisé par Mark Waters en 2004 et inspiré du livre de développement personnel Queen Bees and Wannabes de Rosalind Wiseman.

## Synopsis
Après avoir vécu toute son enfance au Kenya, Cady Heron emménage dans la banlieue de Chicago dans l'Illinois. Sa mère est zoologiste au contact des animaux sauvages.
Cady n'a alors jamais fréquenté d'école secondaire et le premier contact est difficile. Les premiers élèves qui l'adoptent comme amie, Damian et Janis, sont eux-mêmes des marginaux. Cady fait ensuite la connaissance des « Plastiques » : Regina George, Gretchen Wieners et Karen Shetty. Ces trois lolitas populaires invitent Cady à rejoindre leur groupe, où seules comptent l'attitude et une répartie cinglante. Au début, Cady est réticente à accepter les codes vestimentaires ritualisés et la médisance, mais Damian et Janis la convainquent de se prêter au jeu pour découvrir leurs secrets.
Malgré elle, Cady subit l'influence de ses nouvelles camarades, au point de leur ressembler dangereusement. Lorsqu'elle s'éprend de l'ex-petit ami de Regina, Aaron Samuels, cette dernière se venge en sortant de nouveau avec lui. Cady, Damian et Janis complotent alors pour faire déchoir Regina en sapant les bases de son statut : son physique de déesse, son amoureux et sa bande de faire-valoir.

## Fiche technique
Sauf indication contraire, les informations mentionnées dans cette section peuvent être confirmées par la base de données cinématographiques IMDb,  présente dans la section « Liens externes ».
- Titre original : Mean Girls
- Titre français : Mean Girls : Lolita malgré moi
- Titre québécois : Méchantes ados
- Réalisation : Samantha Jayne et Arturo Perez Jr.
- Scénario : Tina Fey, d'après la comédie musicale Mean Girls et le livre Queen Bees and Wannabes de Rosalind Wiseman
- Musique : Jeff Richmond (chansons et musiques) et Nell Benjamin (paroles)
- Décors : Kelly McGehee
- Costumes : Tom Broecker
- Photographie : Bill Kirstein
- Montage : Andrew Marcus
- Production : Lorne Michaels et Tina Fey
- Production déléguée : Jeff Richmond, Nell Benjamin, Eric Gurian, Erin David et Pamela Thur
- Sociétés de production : Broadway Video et Little Stranger, Inc.
- Société de distribution : Paramount Pictures
- Budget : 36 millions de $[1]
- Pays de production :  États-Unis
- Langue originale : anglais
- Format : couleur — son Dolby Atmos
- Genre : comédie et musical
- Durée : 112 minutes
- Date de sortie : 
  - France et Suisse romande : 10 janvier 2024
  - États-Unis et Canada : 12 janvier 2024
  - Belgique et Luxembourg : 7 février 2024[2],[3]
- Classification :
  - États-Unis : PG-13 (accord parental recommandé, film déconseillé aux moins de 13 ans)
  - France : tous publics (visa d'exploitation no 160979 délivré le 21 décembre 2023)[4]
  - Suisse romande : interdit aux moins de 10 ans[5]
  - Québec : tous publics (G - General Rating)[6]
  - Belgique : potentiellement préjudiciable jusqu'à 12 ans[2]
  - Luxembourg : accessible aux personnes âgées de 6 ans et plus[7]

## Distribution
- Angourie Rice (VF : Lou Lévy ; VQ : Ludivine Reding) : Cady Heron
- Reneé Rapp (VF : Marion Gress ; VQ : Marie-Laurence Boulet) : Regina George
- Auli'i Cravalho (VF : Juliette Lamboley ; VQ : Estelle Fournier) : Janis 'Imi'ike
- Jaquel Spivey (en) (VF : Mike Fédée ; VQ : Lyndz Dantiste) : Damian Hubbard
- Avantika (VF : Ophélie Bernard ; VQ : Naïla Louidort) : Karen Shetty
- Bebe Wood (VF : Camille Timmerman ; VQ : Lauriane S. Thibodeau) : Gretchen Wieners
- Christopher Briney (en) (VF : Julien Alluguette ; VQ : Nicolas Poulin) : Aaron Samuels
- Jenna Fischer (VF : Amélie Gonin) : Mme Heron
- Busy Philipps (VF : Jessie Lambotte ; VQ : Catherine Proulx-Lemay) : June George
- Tina Fey (VF : Stéphanie Lafforgue ; VQ : Mélanie Laberge) : Mme Sharon Norbury
- Tim Meadows (VF : Sydney Kotto ; VQ : Marc-André Bélanger) : principal Ron Duvall
- Connor Ratliff : Mr Rapp
- Mahi Alam : Kevin Gnapoor
- Brian Altemus : Shane Oman
- Jon Hamm (VF : Jérémie Covillault) : le coach Carr (caméo)
- Ashley Park : la professeure de français (caméo)
- Megan Thee Stallion : elle-même (caméo)
- Jazz Jennings : une fille sur les réseaux (caméo)
- Lindsay Lohan (VF : Karine Foviau) : la modératrice (caméo)

- Version française
  - Société de doublage : Titrafilm
  - Direction artistique : Virginie Méry
  - Adaptation : Margaux Lamy et Mélanie de Truchis

 Source et légende : version française (VF) sur RS Doublage ; version québécoise (VQ) sur Doublage.qc.ca

## Production

### Genèse et développement

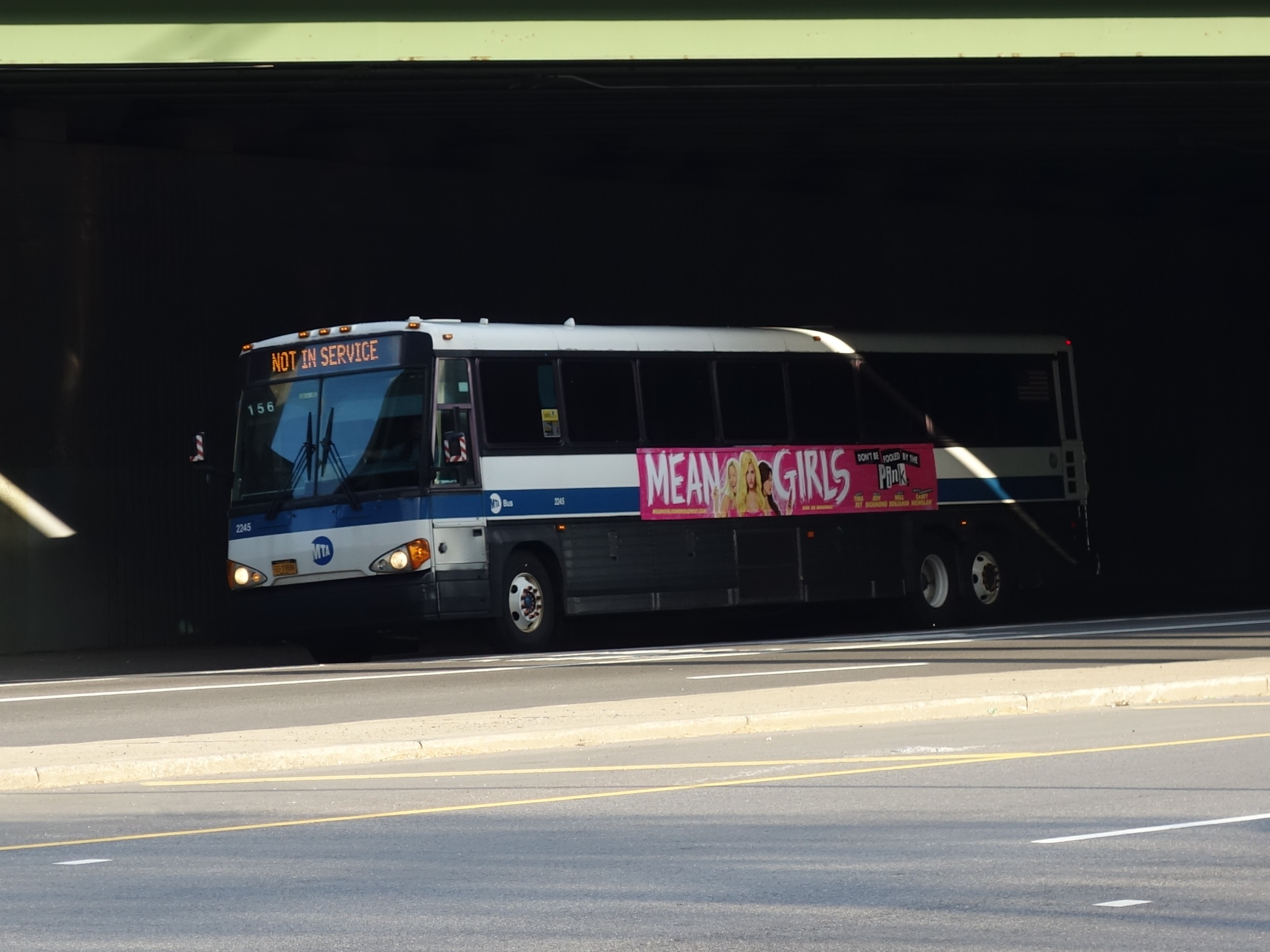
Bus avec une affiche pour la comédie musicale à New York en 2018.

En 2013, Tina Fey confirme qu'elle travaille sur une adaptation en comédie musicale du film Lolita malgré moi, dont elle était derrière le scénario. Fey rédige le livret et la musique est composée par son mari, Jeff Richmond, et Paramount Pictures soutient le projet. Quelques représentations tests ont été organisées au National Theatre de Washington à partir du 31 octobre 2017. La comédie est officiellement lancée à Broadway au August Wilson Theatre le 8 avril 2018 après plusieurs représentations en avant première à partir du 12 mars 2018.
Saluée par la critique, la comédie musicale arrive très vite en tête du box-office de Broadway. Elle propose une vision fidèle mais plus moderne du film, y ajoutant des références à la nouvelle génération. Tina Fey gagne également plus de liberté concernant les répliques, n'ayant pas la pression de la classification. Fort de son succès, le spectacle obtient douze nominations aux Tony Awards de 2018.
En janvier 2020, Tina Fey annonce qu'elle développe une adaptation cinématographique du spectacle. L'année suivante, le duo Arturo Perez Jr. et Samantha Jayne est engagé pour réaliser le film.
En 2023, Paramount Pictures annonce que le film sortira au cinéma en janvier 2024.

### Distribution des rôles
Lors de l'annonce du projet, Tina Fey confirme que les acteurs de la distribution originale de la comédie musicale ne vont pas reprendre leurs rôles dans l'adaptation.
En décembre 2022, Angourie Rice, Reneé Rapp, Auli'i Cravalho et Jaquel Spivey sont engagés pour les rôles de Cady, Regina, Janis et Damian. Rapp avait déjà interprétée le rôle de Regina dans la comédie musicale à Broadway, ayant remplacée Taylor Louderman lors de ses congés puis après son départ du spectacle en 2019. Elle avait ensuite conservée le rôle jusqu'à la fin du spectacle en 2020.
En février 2023, Bebe Wood, Avantika et Christopher Briney signent pour les rôles de Gretchen, Karen et Aaron. Le même mois, il est dévoilé que Tina Fey et Tim Meadows reprendront les rôles qu'ils tenaient dans le film original. Suivis par Jenna Fischer pour le rôle de Mme Heron. Il est également annoncé que l'actrice Ashley Park, interprète originale de Gretchen dans la comédie musicale, fera un caméo dans le film.
En mars 2023, le site Page Six dévoile une rumeur disant que Lindsay Lohan, Rachel McAdams, Lacey Chabert et Amanda Seyfried devaient faire une apparition dans le film mais se seraient rétractées, jugeant le salaire trop bas. Néanmoins Lindsay Lohan apparaîtra à la fin du film, lors d'une interview, Seyfried confirme qu'elle aimerait apparaître dans le film malheureusement elle ne sera pas présente. En décembre 2023, McAdams confirme également avoir eu plusieurs discussion avec Fey concernant une apparition dans le film mais dévoile que cela n'aurait pas abouti car il était difficile pour elles de trouver une idée qui fonctionnait.

### Tournage
Le tournage du film s'est déroulé entre mars et avril 2023 à Middletown Township dans le New Jersey.

## Musique
Jeff Richmond et Nell Benjamin, qui sont derrière, les musiques et les paroles de la comédie musicale ont participé à la production du film et ont retravaillés leurs chansons pour ce dernier. Reneé Rapp, l'interprète de Regina, a également participée à l'écriture d'une nouvelle chanson à destination du personnage de Cady, composée spécialement pour le film.
Les numéros musicaux du film sont disponibles dans la bande-originale du film sortie le 12 janvier 2024 par Interscope Records. L'album contient également la chanson Not My Fault, interprétée par Reneé Rapp et Megan Thee Stallion, mais qui n'apparaît qu’au générique de fin.

### Numéros musicaux
1. A Cautionary Tale - Janis et Damian (Auli'i Cravalho et Jaquel Spivey)
2. What Ifs - Cady (Angourie Rice)
3. Meet the Plastics - Regina (Reneé Rapp)
4. Stupid With Love - Cady (Angourie Rice) et l'ensemble
5. Apex Predator - Janis et Damian (Auli'i Cravalho et Jaquel Spivey)
6. What’s Wrong with Me? - Gretchen (Bebe Wood)
7. Sexy - Karen (Avantika Vandanapu)
8. Someone Gets Hurt - Regina (Reneé Rapp)
9. Revenge Party - Janis, Damian, Cady, le principal Duvall (Auli'i Cravalho, Jaquel Spivey, Angourie Rice, Tim Meadows) et l'ensemble
10. Laissez Moi Tout (iCarly Theme Song) † - Damian (Jaquel Spivey)
11. Kevin G's Rap †† - Kevin (Mahi Alam)
12. Rockin' Around the Pole Again † - Cady, Regina, Gretchen et Karen (Angourie Rice, Reneé Rapp, Bebe Wood, Avantika Vandanapu)
13. Someone Gets Hurt (Reprise) † - Janis et Damian (Auli'i Cravalho et Jaquel Spivey)
14. World Burn - Regina (Reneé Rapp) et l'ensemble
15. I’d Rather Be Me - Janis (Auli'i Cravalho) et l'ensemble
16. Stupid With Love (Reprise) † - Cady (Angourie Rice) et l'ensemble
17. I See Stars - Cady (Angourie Rice) et l'ensemble

† indique un numéro musical présent uniquement dans la version deluxe de la bande-originale du film.
†† indique un numéro musical absent de toutes les versions de la bande-originale du film.
- Sur les vingt-cinq chansons du spectacle original, uniquement douze ont été conservées dans le film[25]. Certaines chansons sont plus courtes que dans le spectacle.
- La chanson What Ifs a été composée spécialement pour le film par Jeff Richmond, Nell Benjamin, Reneé Rapp et Michael Pollack. Elle remplace It Roars, la première chanson de Cady dans le spectacle original.
- La version du film de Meet the Plastics est plus courte car elle conserve uniquement le passage de Regina. Ceux de Cady, Janis, Damian, Gretchen et Karen ne sont pas dans le film.
- Dans le spectacle, Apex Predator est interprétée par Janis et Cady, tandis que dans le film, Janis l'interprète avec Damian.
- Les numéros musicaux de Damian et Kevin lors de la scène du spectacle de fin d'année ne sont pas présents dans la comédie musicale originale.
- Rockin' Around the Pole est une chanson ayant été supprimée du spectacle original lors de sa phase de développement, néanmoins un court extrait pouvait être entendu lors de la scène du spectacle de fin d'année. Elle est par la suite sortie en tant que single 2018. Elle est utilisée de la même façon dans le film.
- La version du film de la reprise de Stupid With Love est différente de celle de la comédie musicale. Dans la comédie musicale, la chanson est chantée par Aaron et Cady vers le début du spectacle quand cette dernière commence à essayer de le séduire. Dans le film, les paroles sont entièrement différentes et la chanson est chantée vers la fin du film par Cady et l'ensemble lors du concours de maths, et remplace Do This Thing.